# Plotosus canius
Plotosus canius es una especie de peces de la familia Plotosidae en el orden de los Siluriformes.

## Morfología
• Los machos pueden llegar alcanzar los 150 cm de longitud total.

## Distribución geográfica
Se encuentra desde las costas occidentales y meridionales de la India y Sri Lanka hasta Papúa Nueva Guinea, incluyendo Bangladés, Birmania, Indonesia y Filipinas.